# Auswärtiges Amt
Auswärtiges Amt (AA) (dansk: udenrigstjenesten, udenrigsetaten, udenrigsembedet eller kontoret for udenrigsanliggender) er navnet på Tysklands Udenrigsministerium, der er oprettet i sin nuværende form i 1919. Navnet Auswärtiges Amt har dog været i brug siden 1871. 

## Udenrigsministeriets historie

### Kejsertiden
I Det nordtyske forbund (1867-1871) og det Tyske Kejserrige (1871-1918) var der ingen egentlig regering. Kansleren var den eneste fællestyske minister. Udenrigspolitikken blev administreret af det preussiske udenrigsministerium. Andre tyske stater havde også deres egne udenrigsministerier. Med nogle få kortere afbrydelser var den tyske rigskansler også ministerpræsident og udenrigsminister i Preussen. 
Så længe Otto von Bismarck var kansler. var det ham, der ledede udenrigspolitikken. Fra 1890 forsøgte kejser Wilhelm 2. at føre en personlig udenrigspolitisk. Efter 1908 blev det igen rigskansleren, der kom til at præge udenrigspolitikken. 
I 1871 blev der oprettet et embede som statssekretær for udenrigsanliggender (Außenstaatssekretär). Statssekretæren skulle assistere rigskansleren, og han blev leder af det nyoprettede Auswärtiges Amt (lang form: Det tyske riges rigsembede for udenrigsanliggender (Reichsamt für Auswärtiges des Deutschen Reiches)), 
Auswärtiges Amt var rigskanseliets nærmeste nabo. 

### Weimarrepublikken og Nazi-Tyskland
I 1919 blev Auswärtiges Amt og det preussiske udenrigsministerium slået sammen til det tyske rigsudenrigsministerium. Dette ministerium blev også kaldt for Auswärtiges Amt. Rigsudenrigsministeriet eksisterede til 1945. 

### Forbundsudenrigsministeriet og ministeriet for udenrigsanliggender
I Efterkrigstiden blev der oprettet udenrigsministerier både i Østtyskland og i Vesttyskland. Østtyskland fik sit Ministerium for udenrigsanliggende (Ministerium für auswärtige Angelegenheiten). I Vesttyskland blev forbundsudenrigsministeren (Bundesminister des Auswärtigen) leder af Auswärtiges Amt. 
Efter Tysklands genforening i 1990 blev Auswärtiges Amt udenrigsministerium for hele Tyskland.

## Udenrigsministre og statssekretærer

### I kejserriget

#### Tyske udenrigsstatssekretærer (1871-1919)
Oversigt over udenrigsstatssekretærer (Außenstaatssekretäre) (lang form: Statssekretærer for det tyske riges rigsembede for udenrigsanliggender (Staatssekretäre des Reichsamtes für Auswärtiges des Deutschen Reiches)): 
- 1871-1872: Hermann von Thile, understatssekretær i det preussiske udenrigsministerium 1862-1871
- 1872-1873: Hermann Ludwig von Balan (fungerende)
- 1873-1879: Bernhard Ernst von Bülow, født i Holsten, tidligere i dansk tjeneste, far til den senere rigskansler Bernhard von Bülow
- 1879-1880: Josef Maria von Radowitz
- 1880: Chlodwig zu Hohenlohe-Schillingsfürst (fungerende), bayersk ministerpræsident 1866-1870, rigskansler og preussisk ministerpræsident 1894-1900
- 1880-1881: Friedrich Graf zu Limburg Stirum (fungerende)
- 1881: Clemens Busch (fungerende)
- 1881-1885: Counde Paul von Hatzfeld (fungerende)
- 1885-1890: Fyrst Herbert von Bismarck, fungerede 1885-86, kortvarigt fungerede preussisk udenrigsminister i 1890, søn af kansler Otto von Bismarck
- 1890-1897: Adolf Marschall von Bieberstein
- 1897-1900: Bernhard von Bülow, senere rigskansler
- 1900-1906: Oswald von Richthofen
- 1906-1907: Heinrich Leonhard von Tschirschky
- 1907-1910: Wilhelm von Schoen
- 1910-1912: Alfred von Kiderlen-Waechter
- 1913-1916: Gottlieb von Jagow
- 1916-1917: Arthur Zimmermann
- 1917-1918: Richard von Kühlmann
- 1918: Paul von Hintze
- 1918: Wilhelm Solf
- 1918-1919: Ulrich von Brockdorff-Rantzau, gesandt i Danmark 1912-1918, født i Slesvig, arvede godset Annettenhöhe i Husby vest for Slesvig by.

#### Preussiske udenrigsministre 1862-1918
- 1862-1890: Fyrst Otto von Bismarck, forbundskansler 1867-1871, rigskansler 1871-1890, ministerpræsident 1862-1873 og 1873-1890
- 1890-1894: Grev Leo von Caprivi, rigskansler 1890-1894, ministerpræsident 1890-1892
- 1894-1897: Baron Adolf Hermann Marschall von Bieberstein
- 1897-1909: Fyrst Bernhard von Bülow, rigskansler og ministerpræsident 1900-1909
- 1909-1917: Theobald von Bethmann-Hollweg, rigskansler og ministerpræsident
- 1917: Georg Michaelis, rigskansler og ministerpræsident
- 1917-1918: Grev Georg von Hertling, rigskansler og ministerpræsident
- 1918: Prins Maximilian af Baden, rigskansler og ministerpræsident

#### Regeringsledere, der ikke var udenrigsministre
- 1873: Albrecht von Roon, ministerpræsident
- 1892-1894: Botho zu Eulenburg, ministerpræsident
- 1894-1900: Chlodwig zu Hohenlohe-Schillingsfürst, rigskansler og ministerpræsident, tidligere statssekretær for Auswärtiges Amt

### Rigsudenrigsministre 1919-1945
- 1919: Grev Ulrich von Brockdorff-Rantzau
- 1919-1920: Hermann Müller
- 1920: Adolf Köster
- 1920-1921: Walter Simons
- 1921: Friedrich Rosen
- 1921-1922 Joseph Wirth
- 1922: Walther Rathenau
- 1922: Joseph Wirth
- 1922-1923: Frederic von Rosenberg
- 1923-1929: Gustav Stresemann
- 1929-1931: Julius Curtius
- 1931-1932: Heinrich Brüning
- 1932-1938: Baron Konstantin von Neurath
- 1938-1945: Joachim von Ribbentrop
- 1945: Arthur Seyss-Inquart
- 1945: Grev Lutz Schwerin von Krosigk

### Forbundsudenrigsministre fra 1951
- 1951–1955: Konrad Adenauer
- 1955–1961: Heinrich von Brentano di Tremezzo
- 1961–1966: Gerhard Schröder, (CDU)
- 1966–1969: Willy Brandt
- 1969–1974: Walter Scheel
- 1974–1982: Hans-Dietrich Genscher (1. periode)
- 1982: Helmut Schmidt
- 1982–1992: Hans-Dietrich Genscher (2. periode)
- 1992–1998: Klaus Kinkel
- 1998–2005: Joschka Fischer
- 2005–2009: Frank-Walter Steinmeier (1. periode)
- 2009–2013: Guido Westerwelle
- 2013–2017: Frank-Walter Steinmeier (2. periode)
- 2017–2018: Sigmar Gabriel
- 2018–2021: Heiko Maas
- 2021–2025: Annalena Baerbock
- Fra 2025: Johann Wadephul